# Кітурикі
Кітурикі (пол. Kituryki) — село в Польщі, у гміні Міхалово Білостоцького повіту Підляського воєводства.
Населення — 20 осіб (2011).
У 1975-1998 роках село належало до Білостоцького воєводства.

## Демографія
Демографічна структура станом на 31 березня 2011 року:
|          | Загалом | Допрацездатний вік | Працездатний вік | Постпрацездатний вік |
| -------- | ------- | ------------------ | ---------------- | -------------------- |
| Чоловіки | 9       | 1                  | 6                | 2                    |
| Жінки    | 11      | 2                  | 6                | 3                    |
| Разом    | 20      | 3                  | 12               | 5                    |